# La Forge
La Forge – miejscowość i gmina we Francji, w regionie Grand Est, w departamencie Wogezy.
Według danych na rok 1990 gminę zamieszkiwały 514 osoby, a gęstość zaludnienia wynosiła 109 osób/km² (wśród 2335 gmin Lotaryngii La Forge plasuje się na 582. miejscu pod względem liczby ludności, natomiast pod względem powierzchni na miejscu 1036.).